# Anatolij Kondratenko

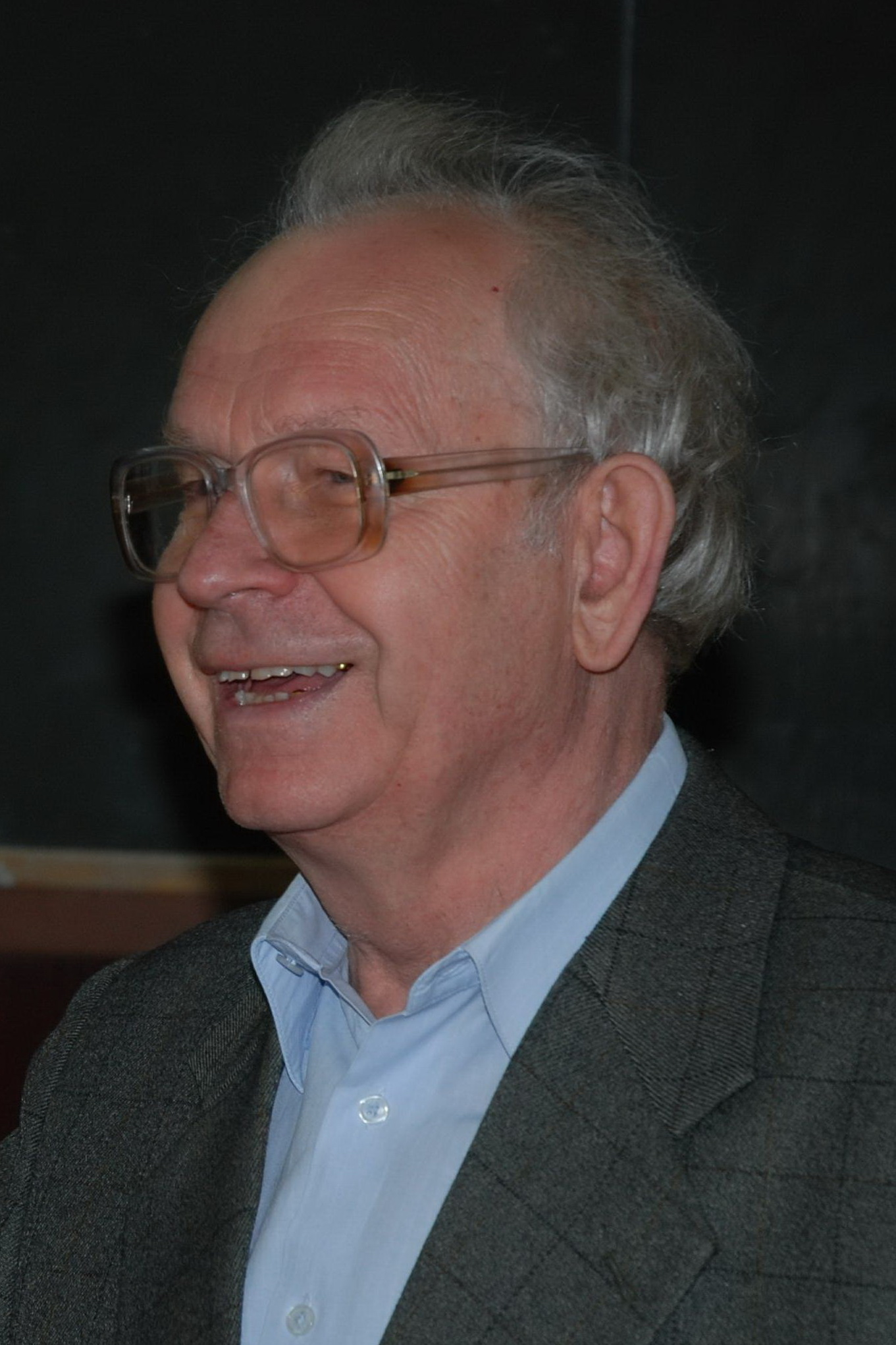

Anatolij Mykolajowytsch Kondratenko (ukrainisch Анатолій Миколайович Кондратенко; * 6. Dezember 1935 in Leningrad, Sowjetunion) ist ein ukrainischer theoretischer Physiker, Autor und Hochschullehrer an der Universität von Charkiw.

## Karriere
Kondratenko schloss sein Studium der Theoretischen Physik 1958 in der damaligen Sowjetunion (Universität von Charkiw) ab. Von 1959 an  arbeitete er am Charkiwer Institut für Physik und Technologie, wo er ab 1967 als außerordentlicher Professor tätig war. Seinen Doktortitel (1965) und seinen Dr. nauk (1971) erwarb er an der UFTI in Charkiw. Über seine Arbeit wurde in zahlreichen Zeitungs- und Zeitschriftenartikeln in den Vereinigten Staaten, Europa, der Ukraine und der Sowjetunion sowie in vielen populären Büchern berichtet. Ab 1972 war er an der Universität Charkiw tätig. 1981 wurde er Leiter und 1991 Professor des Fachbereichs für allgemeine und angewandte Physik.
Kondratenko nahm und nimmt weiterhin am politischen Leben der Ukraine teil. In den 1990er Jahren war er führendes Mitglied der Charkiwer Ortsgruppe der Oppositionspartei Rukh und ist nach wie vor Mitvorsitzender dieser Ortsgruppe. Außerdem ist er Chefredakteur der gesamtukrainischen Kinderzeitung Schurawlyk. Seit 1990 ist er Vorsitzender der Charkiwer Regionalgesellschaft „Prosvita“.
Kondratenko arbeitet seit über 50 Jahren auf dem Gebiet der Plasmen und der Plasmaelektronik. Er hat über 270 Arbeiten verfasst. Unter seiner Anleitung wurden 24 Doktorarbeiten und 7 Wissenschaftliche Promotionen verfasst. Kondratenko leistete zusammen mit seinen Studenten und Co-Autoren Pionierarbeit bei der Untersuchung von Plasmawellenleitern. Er erklärte theoretisch die Existenz von akustischen Oberflächen-Ionenwellen, Zyklotronwellen und Eigenwellen an der Plasma-Metall-Grenzfläche. Darüber hinaus legte er den Grundstein für die Theorie der Plasmaelektronik.
Er ist Autor einer Reihe von Werken zu historischen und theologischen Themen unter den Pseudonymen Andrij Kulisch und Bohdan Bohoslow.

## Auszeichnungen
K. Sinelnikow-Preis der Akademie der Wissenschaften der Ukrainischen SSR (1980).

## Hauptwerke

### Zur Physik
- Plasma-Wellenleiter. Moskau, 1976; Felddurchdringungen in Plasmen. Moskau, 1979;
- Oberflächen- und Volumenwellen in eingeschlossenem Plasma. Moskau, 1985;
- Grundlagen der Plasmaelektronik. Moskau, 1988 (sp.);
- Einführung in die theoretische Plasmaelektronik: Lehrbuch für Studenten der physikalischen und radiophysikalischen Fachrichtungen höherer Bildungseinrichtungen / A. M. Kindratenko; V. N. Karazin Kharkiv National University: [b.v.], 2000. - 76 S. - ISBN 966-623-066-6

### Zu historischen und theologischen Themen
- Materialien zur Geschichte der Skytia-Ukraine der IV-V Jahrhunderte. Ursprung und Taten der Hunnen / A. M. Kindratenko - Charkiw: Prosvita, 2002. Buch 1: Die Hunnen in der Beschreibung von Ammianus Marcellinus und in den Berichten anderer Autoren - Charkiw: [b.v.], 2002. - 84 S.: Abb. - Literaturverzeichnis: S. 83 - ISBN 966-7409-28-7
- „Ethnische Kriege gegen Ukrainer“ (2007)
- „Europäische Hunnen in den Beschreibungen antiker Autoren“ (2007)
- „Das Alte Testament mit den Augen eines Christen“ (2008; Charkiw)